# Šinzó Fukuhara

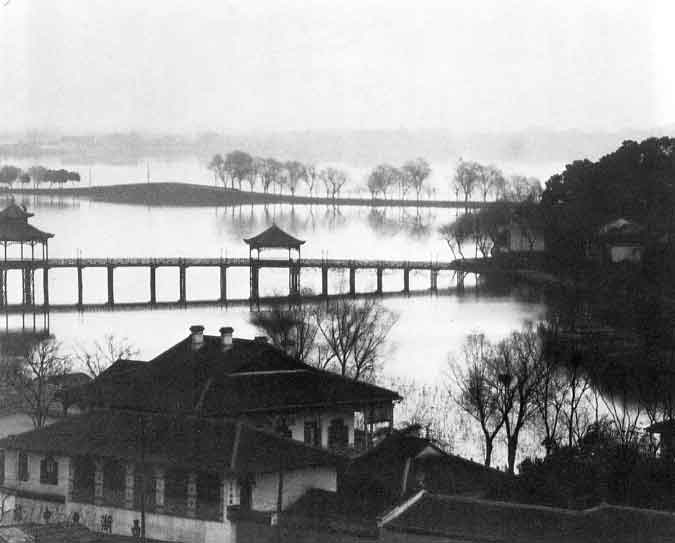
West Lake (Západní jezero), Chang-čou, 1931

Šinzó Fukuhara (福原 信三, Fukuhara Šinzó, 25. července 1883, Kyóbaši-ku, Prefektura Tokio – 4. listopadu 1948) byl japonský fotograf se zaměřením na krajinu a městskou krajinu.

## Životopis
Narodil se v Kyóbaši-ku v Tokiu dne 25. července 1883 jako čtvrtý syn Arinoba Fukuhary, zakladatele a ředitele kosmetické a později farmakologické společnosti Šiseidó (která se v roce 1927 stala součástí společnosti Šiseidó) a Tokuy Fukuhary (福原 とく). Třetí bratr zemřel před jeho narozením, takže byl jmenován a považován za třetího syna. Jeho dva další starší bratři také zemřeli mladí. Další jeho bratr Rosó (1892–1946) se také stal známým fotografem; a v menší míře i jeho nejmladší bratr Nobujoši (信義, nar. 1897) pod jménem Tóru Namiki (並木 透).
Fukuhara začal poprvé fotografovat v roce 1896, možná i dříve. V roce 1908 odjel na Kolumbijskou univerzitu studovat farmakologii a po dokončení studia cestoval po Anglii, Německu a Itálii, než se v roce 1913 usadil v Paříži. Zde se setkal s uměleckými díly a pravděpodobně shlédl výstavy postimpresionistických děl. Podobně jako jeho otec, který se inspiroval v západní Evropě a podporoval prodej zboží pomocí reklamy, tak i Šinzó Fukuhara se inspiroval v umění západního světa. Umělecký kritik Kótaró Iizawa viděl na Fukuharových fotografiích vliv umělců, jako byl například Georges Seurat, konkrétně na těch, které později Fukuhara komponoval do cyklu Paříž a Seina.
Fukuhara přišel o většinu svého díla po zemětřesení v roce 1923.
Fukuhara zemřel 4. listopadu 1948. Bylo mu 65 let.

## Fotografické série od Fukuhary

### Paříž a Seina
- Pari to Seinu (巴里とセイヌ) / Paris et la Seine. Šašin Geijutsuša, 1922. Faksimile ed. Tokio: Kokušokankókai, 2007. ISBN 978-4-336-04487-7. Nové vydání JPS, 1935.[3]

Dvacet čtyři fotografií je také publikováno v Yamada, str. 5–29.

### Paříž a Seina, pokračování
Deset fotografií Le nouveau Paris et la Seine bylo jednou za měsíc publikováno v časopise Šašin Geijutsu (寫眞藝術), od listopadu 1922 do září 1923 (v lednu došlo k přestávce). Jsou publikovány v Yamada, str. 30–44.

### Hikari to sono kaičó
- Fukuhara Šinzó šašin gašú: Hikari to sono kaičó (光福原信三写真画集：光と其諧調). Šašin Geidžucuša, 1923.
- Šinpen fúkei (身辺風景). Šiseidó, 1930.

Čtrnáct fotografií je publikováno v Yamada, str. 55–82.

### West lake
- Saiko fūkei (西湖風景) / Krásné Západní jezero. Tokio: JPS, 1931. Sbírka čtyřiadvaceti číslovaných fotografických tisků (asi 16×21 cm) a jeden menší tisk na frontispisu. Doplňková titulní stránka oznamuje knihu v angličtině jako Light with It Harmony, nemá obdobu v japonštině.[4]

### Macue
- Macue fúkei (松江風景) / Staré město Macue. JPS, 1935.[5]

### Hawaii
- Hawai fūkei (布哇風景) / Slunná Hawaii. JPS, 1937.[6]

## Texty Fukuhary
- Tabi no šašin sacuei annai (旅の写真撮影案内). Asahi Šinbunša, 1937.
- Fukuhara Šinzó zuihicu: Šašin o kataru (福原信三随筆：寫眞を語る). Musaši Šobó, 1943.
- Fukuhara Šinzó ronsecu: Šašin geidžucu (福原信三論説：寫眞藝術). Musaši Šobó, 1943.

## Galerie

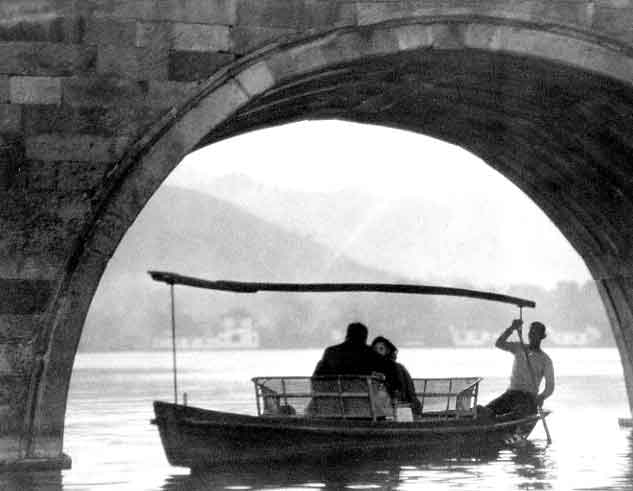
Západní jezero, Chang-čou, 1931
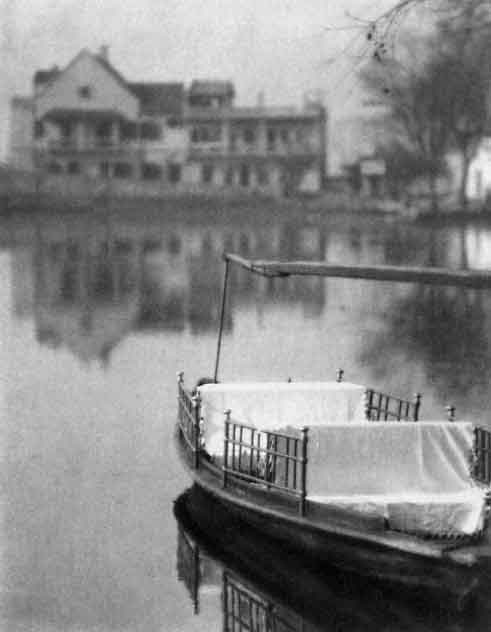
Západní jezero, Chang-čou, 1931
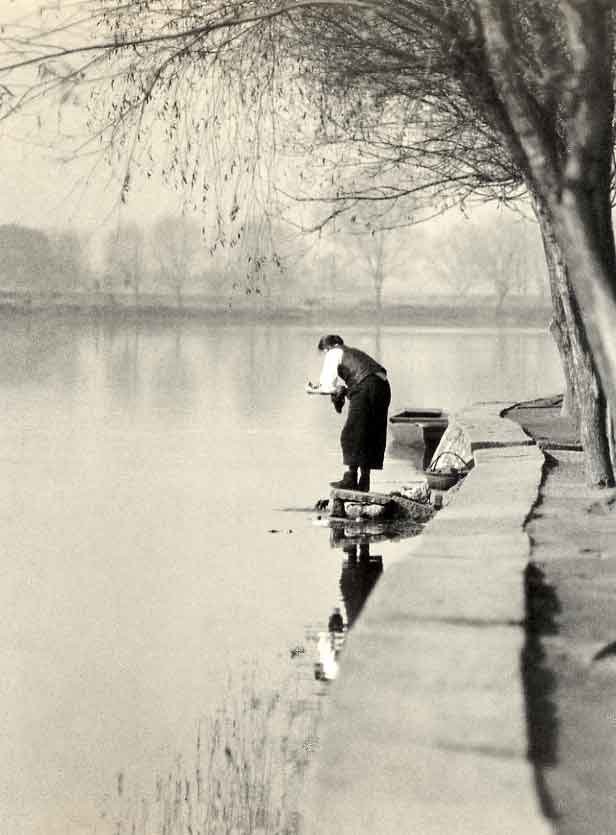
Západní jezero, Chang-čou, 1931
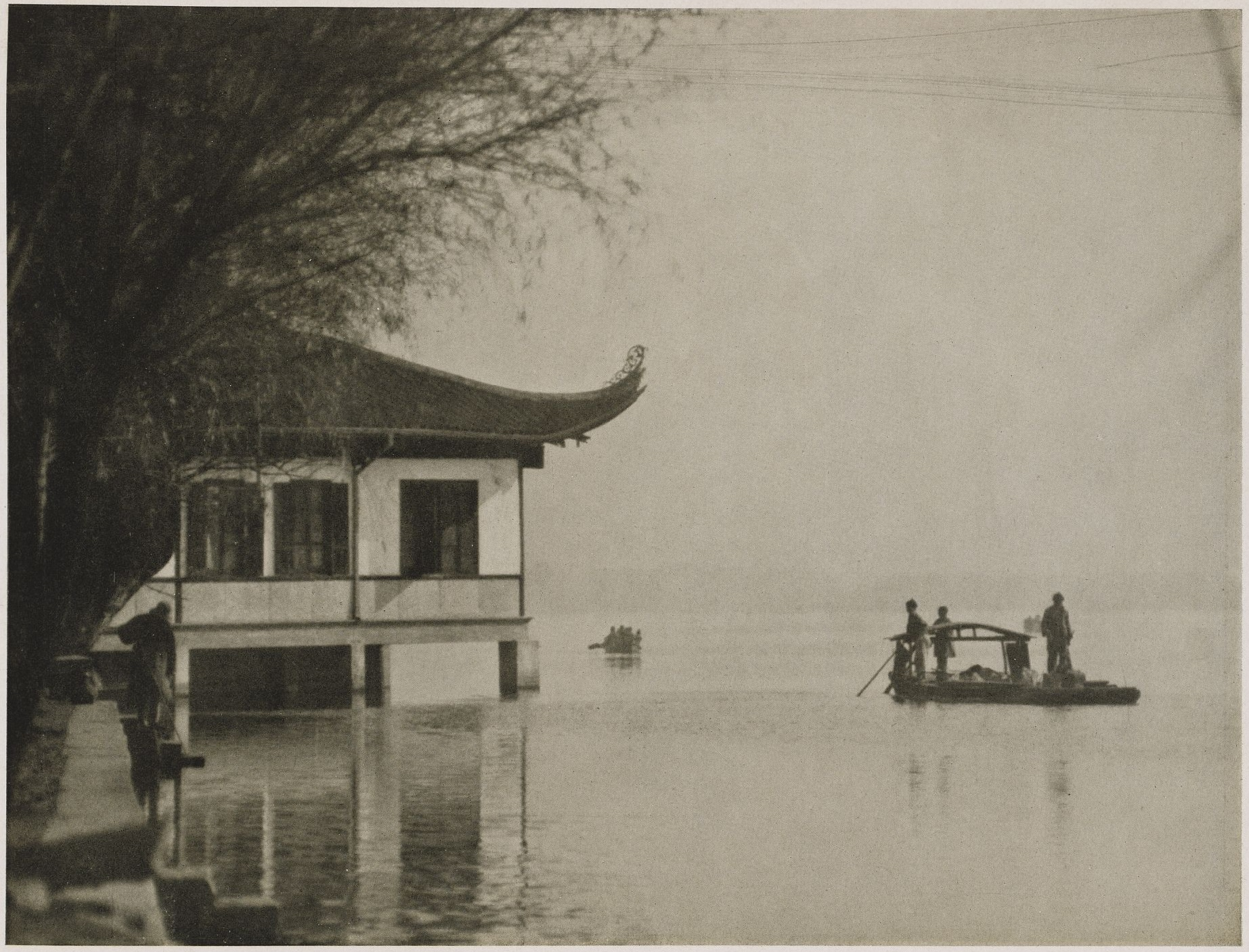
Západní jezero, Chang-čou, 1931